# Glaphyrus varians
Glaphyrus varians är en skalbaggsart som beskrevs av Ménétriés 1836. Glaphyrus varians ingår i släktet Glaphyrus och familjen Glaphyridae. Utöver nominatformen finns också underarten G. v. turcicus.